# Adam Ruda
Adam Ruda (ur. 18 listopada 1995 w Dydni) – polski skoczek narciarski, reprezentant klubu ZTS Zakucie Zagórz. Pierwszy skoczek z Podkarpacia, który znalazł się w kadrach Polskiego Związku Narciarskiego, wicemistrz Polski z 2014 roku.
W reprezentacji zadebiutował 28 stycznia 2012 podczas zawodów FIS Cup w Szczyrku. Najlepszymi jego wynikami w tym cyklu było 2. oraz 1. miejsce osiągnięte w sierpniu 2013 na Wielkiej Krokwi w Zakopanem. Zwyciężając wyrównał letni rekord skoczni wynoszący 139,5 m. Najwyżej w klasyfikacji generalnej FIS Cup uplasował się w sezonie 2013/2014, zajmując 4. miejsce ze stratą 57 punktów do zwycięzcy.

## Przebieg kariery
Pierwszy skok oddał w 2006 roku, przed nadchodzącym sezonem 2006/2007. Dołączył do klubu ZTS Zakucie Zagórz (funkcjonującego na skoczni Zakucie w Zagórzu), a jego trenerem został Adam Kiszka. W 2007 roku zadebiutował w cyklu Lotos Cup, a pierwsze punkty zdobył w 2009 roku. W 2010 zajął 17. miejsce w konkursie o Wielki Puchar Crunchips w kategorii Junior C.

### 2011/2012
23 września wziął udział w Pucharze Solidarności w Zakopanem, gdzie zajął 21. miejsce po skokach na 104,5 m i 106,5 m. W drugim konkursie odbywającym się nazajutrz, po skokach na 101,0 m i 95,5 m zajął 24. miejsce.
26 grudnia 2011 wystąpił pierwszy raz w karierze w Mistrzostwach Polski, które odbyły się na Malince w Wiśle. Zajął w nich 26. miejsce po skokach na 107,5 m i 82,5 m. 7 stycznia 2012 rozpoczął się cykl Lotos Cup, w którym Adam Ruda uczestniczył jako Junior B. W pierwszym konkursie na Małej Krokwi zajął 11. miejsce, nazajutrz uplasował się na 8. lokacie. 6 dni później cykl przeniósł się do Wisły-Łabajowa, gdzie zajął dwukrotnie szóste miejsce.
28 stycznia zadebiutował w zawodach FIS Cup. Po skokach na 94 m i 87 m zajął 29. miejsce. W drugim konkursie skoczył 95,5 m w pierwszej próbie i pół metra dalej w drugiej, zajmując 24. lokatę. 1 lutego odbył się konkurs Ogólnopolskiej Olimpiady Młodzieży w Szczyrku, Ruda po skokach na 97,5 m i 97 m zajął w nim 4. lokatę tracąc pół punktu do podium. W Wiśle zajął 6. miejsce skacząc 112,5 m i 119 m. W kolejnych konkursach Lotos Cup odbywających się w Zakopanem 10 i 11 lutego zajął kolejno 6. i 7. miejsce.
18 lutego wystąpił w konkursie FIS Cup, po raz pierwszy za granicą – w Libercu. Zajął tam 22. miejsce po skokach na 86,5 m i 95,5 m. 22 lutego w przedostatnim konkursie cyklu Lotos Cup w Szczyrku zajął 6. miejsce. 25 lutego w Wiśle zadebiutował w zawodach rangi Pucharu Kontynentalnego. Zajął 55. miejsce po skoku na 106,5 m. W drugim dniu zawodów skoczył 103,5 m i uplasował się na 61. lokacie.
8 marca w finale Lotos Cup w Zakopanem zajął 7. miejsce, ostatecznie kończąc edycję na 6. miejscu w klasyfikacji generalnej w swojej kategorii. Dwa dni później odbyły się konkursy Mistrzostw TZN, w pierwszym zajął 17, a w drugim 32. miejsce. W kończących cykl FIS Cup zawodach w Garmisch-Partenkirchen pierwszego dnia zajął 39. miejsce po skoku na 114,5 m. Drugiego dnia był 43. po skoku na 110 m. W klasyfikacji generalnej zajął 187. miejsce. 25 marca przystąpił do kwalifikacji do konkursu o Mistrzostwo Polski, po swoim skoku został jednak zdyskwalifikowany i nie wystąpił w oficjalnym konkursie.

### 2012/2013
2 września 2012 odbyły się letnie Mistrzostwa Polski w Wiśle, gdzie Adam Ruda zajął 48. miejsce po skoku na 96,5 m. Tydzień później odbyły się tam zawody FIS Cup, w pierwszym konkursie zajął 26. miejsce po skokach na 112 m i 116,5 m, w drugim uplasował się o jedno miejsce niżej skacząc 112 m i 104,5 m. 6 października w konkursie o Puchar Solidarności na Wielkiej Krokwi zajął 26. miejsce, osiągając 118,5 m i 101,5 m. Jednocześnie był to jedenasty rezultat wśród juniorów. Dzień później był dziewiętnasty w jednoseryjnych zawodach Pucharu Prezesa TZN przy odległości 107 m.
W świątecznym konkursie odbywającym się 26 grudnia zajął 15. miejsce, lądując na 107. i 111. metrze zeskoku. Cztery dni później odbył się Puchar Wisły, gdzie Adam Ruda w kategorii Junior B zajął 2. miejsce, wyprzedził go jedynie o rok młodszy Czech Filip Sakala. W rozpoczynającym edycję Lotos Cup konkursie w Szczyrku, pierwszy raz w karierze stanął na podium, plasując się na 2. lokacie po skokach na 84 m i 95 m.
19 stycznia 2013 w Râșnovie zajął miejsce w pierwszej dziesiątce zawodów FIS Cup, plasując się na 8. miejscu po skokach na 84,5 m i 89 m. W drugim konkursie po skokach na 89 m i 90,5 m znalazł się tuż za czołową dziesiątką, na 11. miejscu. 25 stycznia odbyły się dwa konkursy Lotos Cup w Wiśle, Ruda zajął w nich kolejno 9. i 12. miejsce. Na początku lutego startował w konkursach OOM w Szczyrku, gdzie dwukrotnie udało mu się zdobyć brązowy medal w kategorii Junior B. W drużynie zajął 5. miejsce.
9 i 10 lutego startował w konkursach FIS Cup w Zakopanem, gdzie dwukrotnie zajął miejsca poza czołową trzydziestką. W pierwszym konkursie skok na 112,5 m dał mu 38. miejsce, w drugim skoczył na odległość o metr mniejszą i uplasował się na 42. miejscu. Były to jego ostatnie zawody FIS Cup w tym sezonie, w klasyfikacji generalnej zajął 83. miejsce. Trzy dni później na Wielkiej Krokwi odbył się konkurs Lotos Cup, gdzie Ruda był piąty. W finałowych konkursach cyklu odbywających się na początku marca zajął 6. i 5. miejsce. W klasyfikacji generalnej kategorii Junior B zajął 5. miejsce. 27 marca w zawodach o Mistrzostwo Polski zajął 29. miejsce.

### 2013/2014
Adam Ruda został powołany do kadry juniorskiej reprezentacji Polski w skokach narciarskich 2013/2014 trenowanej przez Macieja Maciusiaka.
13 i 14 lipca 2013 wystąpił w pierwszych konkursach FIS Cup na Alpenarenie w Villach, gdzie zajął 10. i 24. miejsce. Tydzień później odbył się pierwszy konkurs z cyklu Pucharu Prezesa PZN – po skoku na 125 m w pierwszej serii zajmował 9. miejsce, w drugiej serii skoczył 91,5 m i spadł na 20. miejsce. 27 lipca wystąpił w FIS Cup w Szczyrku, po skokach na odległość 98,5 m i 96,5 m zajął 9. miejsce. W drugim dniu zawodów uplasował się o dwie pozycje wyżej po skokach na 97,5 m i 102 m. 6 dni później zdobył swoje pierwsze punkty Pucharu Kontynentalnego – dokonał tego lądując na 106. metrze zeskoku, w drugiej uzyskał rezultat o 2,5 m dalszy i zajął 19. miejsce. W drugim konkursie zajmował 16. miejsce po pierwszej serii, w drugiej uzyskał najsłabszy rezultat spadając na 30. miejsce.
17 sierpnia rywalizacja w zawodach FIS Cup przeniosła się na Wielką Krokiew. W pierwszym konkursie uzyskał odległość 131,5 m. Druga seria została odwołana z powodu silnego wiatru, a Ruda zajął 2. miejsce i przegrał jedynie ze Słowakiem Tomášem Zmorayem. Dzień później był najlepszy, w pierwszej serii uzyskał 128,5 m, a w finałowej 139,5 m – tym skokiem wyrównał letni rekord skoczni i zwyciężył z przewagą 13,4 punktu nad drugim zawodnikiem. Po tych zawodach objął pozycję lidera klasyfikacji generalnej. Tydzień później na Malince trwała rywalizacja w drugim konkursie Pucharu Prezesa PZN, w którym zajął 11. miejsce.
1 września w rywalizacji o mistrzostwo Polski na Skalitem uplasował się na 21. miejscu po dwukrotnym osiągnięciu 95 m. 7 września w Pucharze Solidarności w Zakopanem zajął 14. miejsce po skokach na 113 m i 118,5 m. Dzień później na Wielkiej Krokwi odbyła się druga część rywalizacji w ramach Mistrzostw Polski, Ruda zajął w tym konkursie 23. miejsce, oddając skoki na odległość 121,5m i 107,5m. 14 września wystąpił w kolejnym konkursie cyklu Letniego Pucharu Kontynentalnego w Lillehammer. Zajął 50. miejsce po skoku na 103. metr zeskoku. Następnego dnia skoczył 114,5 m w jednoseryjnym konkursie i uplasował się na 57. miejscu.
13 grudnia rozpoczął sezon zimowy występami w Pucharze Kontynentalnym w Renie. Zarówno w pierwszym jak i drugim dniu zawodów nie zdobył punktów, plasując się kolejno na 57. i 66. pozycji. W konkursach odbywających się tydzień później w Lahti zajął 41. oraz 58. pozycję, przez co również nie dopisał dorobku punktowego do klasyfikacji generalnej.
16 stycznia 2014 znalazł się w rezerwowym składzie na konkursy Pucharu Kontynentalnego w Sapporo. W pierwszym konkursie na Miyanomori zajął 26. miejsce po skokach na odległość 87,5 m i 84,5 m. Były to jego pierwsze punkty w zimowej edycji Pucharu Kontynentalnego i zarazem jedyne w tamtym sezonie. W kolejnym konkursie na tej samej skoczni zakończył zawody na 46. miejscu. Następne dwa konkursy zostały rozegrane na dużej skoczni, gdzie uplasował się kolejno na 40. i 57. pozycji.
7 lutego wystąpił w konkursie z cyklu Lotos Cup w Szczyrku, zajął w nim 8. miejsce. Następnego dnia uplasował się na drugim stopniu podium po skokach na 98. i 102. metr. 13 lutego w pierwszym konkursie OOM na Skalitem zajął 4. miejsce w kategorii Junior A ze stratą jednego punktu do podium. W rywalizacji drużynowej tego samego dnia zajął 7. miejsce. Dwa dni później w Wiśle wywalczył brązowy medal po skoku na 117,5 m, druga seria nie została rozegrana z powodu warunków atmosferycznych.
26 lutego wystąpił w ostatnim konkursie cyklu Lotos Cup na Wielkiej Krokwi, zajmując 2. miejsce po skokach na 120,5 m i 122,5 m. W klasyfikacji generalnej zajął 7. miejsce w kategorii Junior A, występując w trzech na pięć konkursów. Bezpośrednio po zakończonej rywalizacji w Lotos Cup w Zakopanem odbyły się finałowe konkursy FIS Cup. W pierwszym Ruda osiągając 122,5 m i 119,5 m uplasował się na 16. miejscu, będąc najwyżej sklasyfikowanym Polakiem w zawodach. W drugim konkursie zakończył rywalizację na 74. miejscu. W końcowej klasyfikacji generalnej zajął 4. miejsce. 8 marca, również na Wielkiej Krokwi, skoczkowie rywalizowali w Pucharze Kontynentalnym. W pierwszym konkursie zajął 36. miejsce po skoku na 116,5 m. W następnym dniu do drugiej serii awansowało 31 zawodników. Po pierwszej serii Adam Ruda plasował się na 26. miejscu, jednak w drugiej serii skoczył najkrócej, przez co spadł na 31. pozycję i nie zdobył punktów w konkursie.

### 2014/2015
Adam Ruda znalazł się ponownie w kadrze juniorskiej reprezentacji Polski w skokach narciarskich 2014/2015. Jej trenerem został Robert Mateja.
12 lipca cała kadra wystąpiła w zawodach inaugurujących cykl FIS Cup w Villach. Ruda zajął w pierwszym konkursie 17. miejsce, a dzień później był 18. 19 lipca brał udział w rywalizacji indywidualnej letnich Mistrzostw Polski na Malince, gdzie oddał skoki na 110,5 m oraz 112,5 m i uplasował się na 23. miejscu.
W kolejnych zawodach FIS Cup odbywających się na skoczni Adlerschanze w Hinterzarten pierwszego dnia zawodów zajął 18. miejsce, a następnego dnia zdołał uplasować się w czołowej dziesiątce zajmując siódmą lokatę.
23 grudnia 2014 w Wiśle zdobył po skokach na 110,5 i 127 metrów srebrny medal w zawodach indywidualnych Zimowych Mistrzostw Polski w Skokach Narciarskich 2014.

## Mistrzostwa świata juniorów

### Indywidualnie
| 2015 Ałmaty | – | 46. miejsce |

### Drużynowo
| 2015 Ałmaty | – | 4. miejsce |

### Starty A. Rudy na mistrzostwach świata juniorów – szczegółowo
| Miejsce | Dzień    | Rok  | Miejscowość | Skocznia      | Punkt K | HS     | Konkurs  | Skok 1 | Skok 2 | Nota                  | Strata    | Zwycięzca            |
| ------- | -------- | ---- | ----------- | ------------- | ------- | ------ | -------- | ------ | ------ | --------------------- | --------- | -------------------- |
| 46.     | 5 lutego | 2015 | Ałmaty      | Gornyj Gigant | K-95    | HS-106 | indywid. | 91,0 m | –      | 105,4 pkt             | 164,5 pkt | Johann André Forfang |
| 4.      | 7 lutego | 2015 | Ałmaty      | Gornyj Gigant | K-95    | HS-106 | druż.    | 95,0 m | 94,0 m | 817,6 pkt (202,0 pkt) | 75,7 pkt  | Norwegia             |

## Puchar Świata

### Miejsca w poszczególnych konkursachPucharu Świata
| Sezon 2014/2015 |            |            |                   |                   |                   |                   |                 |                 |                  |                              |                 |                     |                       |             |                |               |               |                 |                 |                        |                        |                 |                 |             |              |                 |            |            |               |               |        |
| Klingenthal HS140 | Ruka HS142 | Ruka HS142 | Lillehammer HS138 | Lillehammer HS138 | Niżny Tagił HS134 | Niżny Tagił HS134 | Engelberg HS137 | Engelberg HS137 | Oberstdorf HS137 | Garmisch-Partenkirchen HS140 | Innsbruck HS130 | Bischofshofen HS140 | Bad Mitterndorf HS225 | Wisła HS134 | Zakopane HS134 | Sapporo HS134 | Sapporo HS134 | Willingen HS145 | Willingen HS145 | Titisee-Neustadt HS142 | Titisee-Neustadt HS142 | Vikersund HS225 | Vikersund HS225 | Lahti HS130 | Kuopio HS100 | Trondheim HS140 | Oslo HS134 | Oslo HS134 | Planica HS225 | Planica HS225 | punkty |
| - | -          | -          | -                 | -                 | -                 | -                 | -               | -               | -                | -                            | -               | -                   | -                     | q           | -              | -             | -             | -               | -               | -                      | -                      | -               | -               | -           | -            | -               | -          | -          | -             | -             | 0      |
| Legenda |            |            |                   |                   |                   |                   |                 |                 |                  |                              |                 |                     |                       |             |                |               |               |                 |                 |                        |                        |                 |                 |             |              |                 |            |            |               |               |        |
| 1 2 3 4-10 11-30 poniżej 30 q – dyskwalifikacja w kwalifikacjach q – zawodnik nie zakwalifikował się - – zawodnik nie wystartował |            |            |                   |                   |                   |                   |                 |                 |                  |                              |                 |                     |                       |             |                |               |               |                 |                 |                        |                        |                 |                 |             |              |                 |            |            |               |               |        |

## Puchar Kontynentalny

### Miejsca w klasyfikacji generalnej
| Sezon     | Miejsce |
| --------- | ------- |
| 2013/2014 | 134.    |
| 2014/2015 | 98.     |

### Miejsca w poszczególnych konkursachPucharu Kontynentalnego
| Sezon 2011/2012                                                               |                 |              |                 |                 |                 |                 |                              |                              |                        |                 |               |                     |                     |                     |                     |                  |                     |                     |                        |                        |                        |                  |                   |                   |                   |                   |        |        |        |        |        |        |        |        |        |        |        |        |        |        |        |        |        |        |        |        |        |        |        |        |        |        |        |        |        |        |        |        |        |        |        |        |        |        |        |
| Rovaniemi HS100                                                               | Rovaniemi HS100 | Ałmaty HS140 | Ałmaty HS140    | Erzurum HS109   | Erzurum HS140   | Engelberg HS137 | Engelberg HS137              | Titisee-Neustadt HS142       | Titisee-Neustadt HS142 | Sapporo HS100   | Sapporo HS134 | Sapporo HS134       | Bischofshofen HS140 | Bischofshofen HS140 | Brotterode HS117    | Brotterode HS117 | Iron Mountain HS133 | Oslo HS106          | Oslo HS106             | Oslo HS106             | Wisła HS134            | Wisła HS134      | Predazzo HS134    | Predazzo HS134    | Kuopio HS127      | Kuopio HS127      | punkty |        |        |        |        |        |        |        |        |        |        |        |        |        |        |        |        |        |        |        |        |        |        |        |        |        |        |        |        |        |        |        |        |        |        |        |        |        |        |
| -                                                                             | -               | -            | -               | -               | -               | -               | -                            | -                            | -                      | -               | -             | -                   | -                   | -                   | -                   | -                | -                   | -                   | -                      | -                      | 55                     | 61               | -                 | -                 | -                 | -                 | 0      |        |        |        |        |        |        |        |        |        |        |        |        |        |        |        |        |        |        |        |        |        |        |        |        |        |        |        |        |        |        |        |        |        |        |        |        |        |        |
| Sezon 2013/2014                                                               |                 |              |                 |                 |                 |                 |                              |                              |                        |                 |               |                     |                     |                     |                     |                  |                     |                     |                        |                        |                        |                  |                   |                   |                   |                   |        |        |        |        |        |        |        |        |        |        |        |        |        |        |        |        |        |        |        |        |        |        |        |        |        |        |        |        |        |        |        |        |        |        |        |        |        |        |        |
| Rena HS111                                                                    | Rena HS111      | Lahti HS130  | Lahti HS130     | Engelberg HS137 | Engelberg HS137 | Courchevel HS96 | Courchevel HS96              | Sapporo HS100                | Sapporo HS100          | Sapporo HS134   | Sapporo HS134 | Iron Mountain HS133 | Iron Mountain HS133 | Brotterode HS117    | Brotterode HS117    | Brotterode HS117 | Seefeld HS109       | Seefeld HS109       | Falun HS100            | Falun HS100            | Zakopane HS134         | Zakopane HS134   | Niżny Tagił HS134 | punkty            | punkty            | punkty            | punkty | punkty | punkty | punkty | punkty | punkty | punkty | punkty | punkty | punkty | punkty | punkty | punkty | punkty | punkty | punkty | punkty | punkty | punkty | punkty | punkty | punkty | punkty | punkty | punkty | punkty | punkty | punkty | punkty | punkty | punkty | punkty | punkty | punkty | punkty | punkty | punkty |        |        |
| 57                                                                            | 66              | 41           | 58              | -               | -               | -               | -                            | 26                           | 46                     | 40              | 57            | -                   | -                   | -                   | -                   | -                | -                   | -                   | -                      | -                      | 36                     | 31               | -                 | 5                 | 5                 | 5                 | 5      | 5      | 5      | 5      | 5      | 5      | 5      | 5      | 5      | 5      | 5      | 5      | 5      | 5      | 5      | 5      | 5      | 5      | 5      | 5      | 5      | 5      | 5      | 5      | 5      | 5      | 5      | 5      | 5      | 5      | 5      | 5      | 5      | 5      | 5      | 5      | 5      |        |        |
| Sezon 2014/2015                                                               |                 |              |                 |                 |                 |                 |                              |                              |                        |                 |               |                     |                     |                     |                     |                  |                     |                     |                        |                        |                        |                  |                   |                   |                   |                   |        |        |        |        |        |        |        |        |        |        |        |        |        |        |        |        |        |        |        |        |        |        |        |        |        |        |        |        |        |        |        |        |        |        |        |        |        |        |        |
| Rena HS111                                                                    | Rena HS139      | Rena HS139   | Engelberg HS137 | Engelberg HS137 | Wisła HS134     | Wisła HS134     | Sapporo HS100                | Sapporo HS134                | Sapporo HS134          | Planica HS139   | Planica HS139 | Zakopane HS134      | Zakopane HS134      | Brotterode HS117    | Lahti HS130         | Lahti HS130      | Iron Mountain HS133 | Iron Mountain HS133 | Titisee-Neustadt HS142 | Titisee-Neustadt HS142 | Titisee-Neustadt HS142 | Seefeld HS109    | Seefeld HS109     | Niżny Tagił HS134 | Niżny Tagił HS134 | punkty            | punkty | punkty | punkty | punkty | punkty | punkty | punkty | punkty | punkty | punkty | punkty | punkty | punkty | punkty | punkty | punkty | punkty | punkty | punkty | punkty | punkty | punkty | punkty | punkty | punkty | punkty | punkty | punkty | punkty | punkty | punkty | punkty | punkty | punkty | punkty | punkty | punkty | punkty | punkty |
| 40                                                                            | 40              | 31           | 49              | 17              | dq              | 23              | -                            | -                            | -                      | -               | -             | -                   | -                   | -                   | -                   | -                | -                   | -                   | -                      | -                      | -                      | -                | -                 | -                 | -                 | 22                | 22     | 22     | 22     | 22     | 22     | 22     | 22     | 22     | 22     | 22     | 22     | 22     | 22     | 22     | 22     | 22     | 22     | 22     | 22     | 22     | 22     | 22     | 22     | 22     | 22     | 22     | 22     | 22     | 22     | 22     | 22     | 22     | 22     | 22     | 22     | 22     | 22     | 22     | 22     |
| Sezon 2015/2016                                                               |                 |              |                 |                 |                 |                 |                              |                              |                        |                 |               |                     |                     |                     |                     |                  |                     |                     |                        |                        |                        |                  |                   |                   |                   |                   |        |        |        |        |        |        |        |        |        |        |        |        |        |        |        |        |        |        |        |        |        |        |        |        |        |        |        |        |        |        |        |        |        |        |        |        |        |        |        |
| Rena HS111                                                                    | Rena HS111      | Rena HS139   | Rovaniemi HS100 | Rovaniemi HS100 | Engelberg HS137 | Engelberg HS137 | Garmisch-Partenkirchen HS140 | Garmisch-Partenkirchen HS140 | Willingen HS145        | Willingen HS145 | Sapporo HS100 | Sapporo HS134       | Sapporo HS134       | Bischofshofen HS140 | Bischofshofen HS140 | Planica HS139    | Planica HS139       | Zakopane HS134      | Zakopane HS134         | Iron Mountain HS133    | Iron Mountain HS133    | Brotterode HS117 | Vikersund HS117   | Vikersund HS117   | Czajkowskij HS140 | Czajkowskij HS140 | punkty |        |        |        |        |        |        |        |        |        |        |        |        |        |        |        |        |        |        |        |        |        |        |        |        |        |        |        |        |        |        |        |        |        |        |        |        |        |        |
| -                                                                             | -               | -            | -               | -               | -               | -               | -                            | -                            | -                      | -               | 46            | 37                  | 36                  | -                   | -                   | -                | -                   | 56                  | 33                     | -                      | -                      | 48               | 50                | 52                | -                 | -                 | 0      |        |        |        |        |        |        |        |        |        |        |        |        |        |        |        |        |        |        |        |        |        |        |        |        |        |        |        |        |        |        |        |        |        |        |        |        |        |        |
| Legenda                                                                       |                 |              |                 |                 |                 |                 |                              |                              |                        |                 |               |                     |                     |                     |                     |                  |                     |                     |                        |                        |                        |                  |                   |                   |                   |                   |        |        |        |        |        |        |        |        |        |        |        |        |        |        |        |        |        |        |        |        |        |        |        |        |        |        |        |        |        |        |        |        |        |        |        |        |        |        |        |
| 1 2 3 4-10 11-30 poniżej 30 dq – dyskwalifikacja - – zawodnik nie wystartował |                 |              |                 |                 |                 |                 |                              |                              |                        |                 |               |                     |                     |                     |                     |                  |                     |                     |                        |                        |                        |                  |                   |                   |                   |                   |        |        |        |        |        |        |        |        |        |        |        |        |        |        |        |        |        |        |        |        |        |        |        |        |        |        |        |        |        |        |        |        |        |        |        |        |        |        |        |

## Letni Puchar Kontynentalny

### Miejsca w klasyfikacji generalnej
| Sezon | Miejsce | Źr.    |
| ----- | ------- | ------ |
| 2013  | 73.     | [ 79 ] |
| 2015  | 73.     | [ 80 ] |

### Miejsca w poszczególnych konkursachLetniego Pucharu Kontynentalnego
| 2013                                                                          |             |             |             |              |              |                              |                              |                   |                   |            |            |                   |                   |        |        |        |        |        |
| Stams HS115                                                                   | Stams HS115 | Kranj HS109 | Kranj HS109 | Kuopio HS127 | Kuopio HS127 | Lillehammer HS138            | Lillehammer HS138            | Klingenthal HS140 | Klingenthal HS140 | punkty     | punkty     | punkty            | punkty            | punkty | punkty | punkty | punkty | punkty |
| -                                                                             | -           | -           | -           | 19           | 30           | 50                           | 57                           | -                 | -                 | 13         | 13         | 13                | 13                | 13     | 13     | 13     | 13     | 13     |
| 2015                                                                          |             |             |             |              |              |                              |                              |                   |                   |            |            |                   |                   |        |        |        |        |        |
| Kranj HS109                                                                   | Kranj HS109 | Wisła HS134 | Wisła HS134 | Kuopio HS127 | Kuopio HS127 | Frenštát pod Radhoštěm HS106 | Frenštát pod Radhoštěm HS106 | Stams HS115       | Stams HS115       | Oslo HS106 | Oslo HS106 | Klingenthal HS140 | Klingenthal HS140 | punkty |        |        |        |        |
| -                                                                             | -           | -           | 40          | 29           | 26           | 17                           | 34                           | -                 | -                 | -          | -          | -                 | -                 | 21     |        |        |        |        |
| Legenda                                                                       |             |             |             |              |              |                              |                              |                   |                   |            |            |                   |                   |        |        |        |        |        |
| 1 2 3 4-10 11-30 poniżej 30 dq – dyskwalifikacja - − zawodnik nie wystartował |             |             |             |              |              |                              |                              |                   |                   |            |            |                   |                   |        |        |        |        |        |

## FIS Cup

### Miejsca w klasyfikacji generalnej
| Sezon     | Miejsce |
| --------- | ------- |
| 2011/2012 | 187.    |
| 2012/2013 | 83.     |
| 2013/2014 | 4.      |
| 2014/2015 | 7.      |
| 2015/2016 | 6.      |

### Zwycięstwa w konkursach indywidualnych FIS Cup chronologicznie
| Lp. | Dzień       | Rok  | Miejscowość | Skocznia       | Punkt K | HS     | Skok 1  | Skok 2  | Nota      |
| --- | ----------- | ---- | ----------- | -------------- | ------- | ------ | ------- | ------- | --------- |
| 1.  | 18 sierpnia | 2013 | Zakopane    | Wielka Krokiew | K-120   | HS-134 | 128,5 m | 139,5 m | 273,4 pkt |

### Miejsca na podium w konkursach indywidualnych FIS Cup chronologicznie
| Lp. | Dzień       | Rok  | Miejscowość | Skocznia       | Punkt K | HS     | Skok 1  | Skok 2  | Nota      | Lok. | Strata  | Zwycięzca           |
| --- | ----------- | ---- | ----------- | -------------- | ------- | ------ | ------- | ------- | --------- | ---- | ------- | ------------------- |
| 1.  | 17 sierpnia | 2013 | Zakopane    | Wielka Krokiew | K-120   | HS-134 | 131,5 m | –       | 131,7 pkt | 2.   | 0,8 pkt | Tomáš Zmoray        |
| 2.  | 18 sierpnia | 2013 | Zakopane    | Wielka Krokiew | K-120   | HS-134 | 128,5 m | 139,5 m | 273,4 pkt | 1.   | –       | –                   |
| 3.  | 20 września | 2014 | Szczyrk     | Skalite        | K-95    | HS-106 | 96,5 m  | 99,0 m  | 239,0 pkt | 2.   | 1,0 pkt | Andrzej Zapotoczny  |
| 4.  | 21 sierpnia | 2015 | Kuopio      | Puijo          | K-120   | HS-127 | 121,5 m | 117,0 m | 210,0 pkt | 2.   | 3,0 pkt | Florian Altenburger |

### Miejsca w poszczególnych konkursachFIS Cupu
| Sezon 2011/2012                                                               |               |                    |                    |               |               |                  |                  |                |                |                              |                              |                  |                  |                      |                      |                           |                |                  |                  |               |                        |                        |                   |                    |                    |        |        |        |        |        |        |        |        |        |        |        |        |        |        |        |        |        |
| Villach                                                                       | Villach       | Gérardmer          | Gérardmer          | Szczyrk       | Szczyrk       | Einsiedeln       | Einsiedeln       | Notodden       | Notodden       | Predazzo                     | Predazzo                     | Szczyrk          | Szczyrk          | Kranj                | Kranj                | Liberec                   | Brattleboro    | Brattleboro      | Baiersbronn      | Baiersbronn   | Garmisch-Partenkirchen | Garmisch-Partenkirchen | punkty            | punkty             | punkty             | punkty | punkty | punkty | punkty | punkty | punkty | punkty | punkty | punkty | punkty | punkty | punkty | punkty | punkty | punkty | punkty |        |
| -                                                                             | -             | -                  | -                  | -             | -             | -                | -                | -              | -              | -                            | -                            | 29               | 24               | -                    | -                    | 22                        | -              | -                | -                | -             | 39                     | 43                     | 18                | 18                 | 18                 | 18     | 18     | 18     | 18     | 18     | 18     | 18     | 18     | 18     | 18     | 18     | 18     | 18     | 18     | 18     | 18     |        |
| Sezon 2012/2013                                                               |               |                    |                    |               |               |                  |                  |                |                |                              |                              |                  |                  |                      |                      |                           |                |                  |                  |               |                        |                        |                   |                    |                    |        |        |        |        |        |        |        |        |        |        |        |        |        |        |        |        |        |
| Râșnov                                                                        | Villach       | Villach            | Kuopio             | Kuopio        | Wisła         | Wisła            | Einsiedeln       | Einsiedeln     | Winterberg     | Winterberg                   | Râșnov                       | Râșnov           | Zakopane         | Zakopane             | Brattleboro          | Brattleboro               | Kranj          | Kranj            | Oberstdorf       | Oberstdorf    | punkty                 | punkty                 | punkty            | punkty             | punkty             | punkty | punkty | punkty | punkty | punkty | punkty | punkty | punkty | punkty | punkty | punkty | punkty | punkty | punkty |        |        |        |
| -                                                                             | -             | -                  | -                  | -             | 26            | 27               | -                | -              | -              | -                            | 8                            | 11               | 38               | 42                   | -                    | -                         | -              | -                | -                | -             | 65                     | 65                     | 65                | 65                 | 65                 | 65     | 65     | 65     | 65     | 65     | 65     | 65     | 65     | 65     | 65     | 65     | 65     | 65     | 65     |        |        |        |
| Sezon 2013/2014                                                               |               |                    |                    |               |               |                  |                  |                |                |                              |                              |                  |                  |                      |                      |                           |                |                  |                  |               |                        |                        |                   |                    |                    |        |        |        |        |        |        |        |        |        |        |        |        |        |        |        |        |        |
| Villach HS98                                                                  | Villach HS98  | Szczyrk HS106      | Szczyrk HS106      | Kuopio HS127  | Kuopio HS127  | Kranj HS109      | Kranj HS109      | Zakopane HS134 | Zakopane HS134 | Frenštát pod Radhoštěm HS106 | Frenštát pod Radhoštěm HS106 | Einsiedeln HS117 | Einsiedeln HS117 | Râșnov HS100         | Râșnov HS100         | Notodden HS98             | Notodden HS98  | Brattleboro HS98 | Brattleboro HS98 | Râșnov HS100  | Râșnov HS100           | Zakopane HS134         | Zakopane HS134    | punkty             | punkty             | punkty | punkty | punkty | punkty | punkty | punkty | punkty | punkty | punkty | punkty | punkty | punkty | punkty | punkty | punkty | punkty | punkty |
| 10                                                                            | 24            | 9                  | 7                  | -             | -             | -                | -                | 2              | 1              | -                            | -                            | -                | -                | -                    | -                    | -                         | -              | -                | -                | -             | -                      | 16                     | 74                | 293                | 293                | 293    | 293    | 293    | 293    | 293    | 293    | 293    | 293    | 293    | 293    | 293    | 293    | 293    | 293    | 293    | 293    | 293    |
| Sezon 2014/2015                                                               |               |                    |                    |               |               |                  |                  |                |                |                              |                              |                  |                  |                      |                      |                           |                |                  |                  |               |                        |                        |                   |                    |                    |        |        |        |        |        |        |        |        |        |        |        |        |        |        |        |        |        |
| Villach HS98                                                                  | Villach HS98  | Hinterzarten HS108 | Hinterzarten HS108 | Kuopio HS127  | Kuopio HS127  | Einsiedeln HS117 | Einsiedeln HS117 | Planica HS104  | Planica HS104  | Szczyrk HS106                | Szczyrk HS106                | Râșnov HS100     | Râșnov HS100     | Notodden HS98        | Notodden HS98        | Szczyrbskie Jezioro HS100 | Zakopane HS134 | Zakopane HS134   | Kranj HS109      | Kranj HS109   | Brattleboro HS98       | Brattleboro HS98       | Lake Placid HS100 | Hinterzarten HS108 | Hinterzarten HS108 | punkty |        |        |        |        |        |        |        |        |        |        |        |        |        |        |        |        |
| 17                                                                            | 18            | 18                 | 7                  | -             | -             | 10               | 11               | -              | -              | 2                            | 5                            | 6                | 9                | -                    | -                    | 5                         | -              | -                | 20               | 44            | -                      | -                      | -                 | 7                  | 20                 | 423    |        |        |        |        |        |        |        |        |        |        |        |        |        |        |        |        |
| Sezon 2015/2016                                                               |               |                    |                    |               |               |                  |                  |                |                |                              |                              |                  |                  |                      |                      |                           |                |                  |                  |               |                        |                        |                   |                    |                    |        |        |        |        |        |        |        |        |        |        |        |        |        |        |        |        |        |
| Villach HS98                                                                  | Villach HS98  | Kuopio HS127       | Kuopio HS127       | Szczyrk HS106 | Szczyrk HS106 | Einsiedeln HS117 | Einsiedeln HS117 | Râșnov HS100   | Râșnov HS100   | Notodden HS98                | Notodden HS98                | Zakopane HS134   | Zakopane HS134   | Pjongczang HS109     | Pjongczang HS109     | Whistler HS106            | Whistler HS106 | Eau Claire HS95  | Eau Claire HS95  | Planica HS104 | Planica HS104          | Harrachov HS100        | Harrachov HS100   | punkty             | punkty             | punkty | punkty | punkty | punkty | punkty | punkty | punkty | punkty | punkty | punkty | punkty | punkty | punkty | punkty | punkty | punkty | punkty |
| 35                                                                            | 68            | 10                 | 2                  | -             | 5             | 13               | 14               | 8              | 17             | 6                            | 24                           | 8                | 20               | -                    | -                    | -                         | -              | -                | -                | -             | -                      | 12                     | 42                | 347                | 347                | 347    | 347    | 347    | 347    | 347    | 347    | 347    | 347    | 347    | 347    | 347    | 347    | 347    | 347    | 347    | 347    | 347    |
| Sezon 2019/2020                                                               |               |                    |                    |               |               |                  |                  |                |                |                              |                              |                  |                  |                      |                      |                           |                |                  |                  |               |                        |                        |                   |                    |                    |        |        |        |        |        |        |        |        |        |        |        |        |        |        |        |        |        |
| Szczyrk HS104                                                                 | Szczyrk HS104 | Szczuczyńsk HS99   | Szczuczyńsk HS99   | Ljubno HS94   | Ljubno HS94   | Pjongczang HS109 | Pjongczang HS109 | Râșnov HS97    | Râșnov HS97    | Villach HS98                 | Villach HS98                 | Notodden HS98    | Notodden HS98    | Oberwiesenthal HS105 | Oberwiesenthal HS105 | Zakopane HS140            | Zakopane HS140 | Rastbüchl HS78   | Rastbüchl HS78   | Villach HS98  | Villach HS98           | punkty                 | punkty            | punkty             | punkty             | punkty | punkty | punkty | punkty | punkty | punkty | punkty | punkty | punkty | punkty | punkty | punkty | punkty | punkty | punkty |        |        |
| -                                                                             | -             | -                  | -                  | -             | -             | -                | -                | -              | -              | -                            | -                            | -                | -                | -                    | -                    | 67                        | 71             | -                | -                | -             | -                      | 0                      | 0                 | 0                  | 0                  | 0      | 0      | 0      | 0      | 0      | 0      | 0      | 0      | 0      | 0      | 0      | 0      | 0      | 0      | 0      |        |        |
| Legenda                                                                       |               |                    |                    |               |               |                  |                  |                |                |                              |                              |                  |                  |                      |                      |                           |                |                  |                  |               |                        |                        |                   |                    |                    |        |        |        |        |        |        |        |        |        |        |        |        |        |        |        |        |        |
| 1 2 3 4-10 11-30 poniżej 30 dq – dyskwalifikacja - − zawodnik nie wystartował |               |                    |                    |               |               |                  |                  |                |                |                              |                              |                  |                  |                      |                      |                           |                |                  |                  |               |                        |                        |                   |                    |                    |        |        |        |        |        |        |        |        |        |        |        |        |        |        |        |        |        |

## Mistrzostwa Polski w skokach narciarskich

### Zimowe mistrzostwa Polski seniorów w skokach narciarskich
Opracowano na podstawie materiału źródłowego.
| Miejsce | Dzień      | Rok  | Miejscowość | Skocznia          | Punkt K | HS     | Konkurs  | Skok 1  | Skok 2  | Nota      | Strata    | Zwycięzca   |
| ------- | ---------- | ---- | ----------- | ----------------- | ------- | ------ | -------- | ------- | ------- | --------- | --------- | ----------- |
| 26.     | 26 grudnia | 2011 | Wisła       | im. Adama Małysza | K-120   | HS-134 | indywid. | 107,5 m | 82,5 m  | 121,5 pkt | 167,7 pkt | Kamil Stoch |
| 29.     | 27 marca   | 2013 | Wisła       | im. Adama Małysza | K-120   | HS-134 | indywid. | 113,5 m | 108,5 m | 188,6 pkt | 128,2 pkt | Maciej Kot  |
| 2.      | 23 grudnia | 2014 | Wisła       | im. Adama Małysza | K-120   | HS-134 | indywid. | 110,5 m | 127,0 m | 220,0 pkt | 35,1 pkt  | Piotr Żyła  |
| 21.     | 24 marca   | 2015 | Zakopane    | Wielka Krokiew    | K-120   | HS-134 | indywid. | 109,5 m | 105,5 m | 173,1 pkt | 137,0 pkt | Kamil Stoch |
| 21.     | 22 marca   | 2016 | Wisła       | im. Adama Małysza | K-120   | HS-134 | indywid. | 115,5 m | 105,0 m | 187,8 pkt | 85,6 pkt  | Maciej Kot  |

### Letnie mistrzostwa Polski seniorów w skokach narciarskich
Opracowano na podstawie materiału źródłowego.
| Miejsce | Dzień           | Rok  | Miejscowość | Skocznia          | Punkt K | HS     | Konkurs  | Skok 1  | Skok 2  | Nota      | Strata    | Zwycięzca     |
| ------- | --------------- | ---- | ----------- | ----------------- | ------- | ------ | -------- | ------- | ------- | --------- | --------- | ------------- |
| 48.     | 2 września      | 2012 | Wisła       | im. Adama Małysza | K-120   | HS-134 | indywid. | 96,5 m  | –       | 62,7 pkt  | 193,0 pkt | Maciej Kot    |
| 21.     | 1 września      | 2013 | Szczyrk     | Skalite           | K-95    | HS-106 | indywid. | 95,0 m  | 95,0 m  | 223,0 pkt | 43,5 pkt  | Dawid Kubacki |
| 23.     | 8 września      | 2013 | Zakopane    | Wielka Krokiew    | K-120   | HS-134 | indywid. | 121,5 m | 107,5 m | 203,2 pkt | 60,6 pkt  | Jan Ziobro    |
| 23.     | 19 lipca        | 2014 | Wisła       | im. Adama Małysza | K-120   | HS-134 | indywid. | 110,5 m | 112,5 m | 191,4 pkt | 88,2 pkt  | Kamil Stoch   |
| 14.     | 11 października | 2014 | Szczyrk     | Skalite           | K-95    | HS-106 | indywid. | 93,0 m  | 95,5 m  | 221,0 pkt | 55,0 pkt  | Piotr Żyła    |
| 22.     | 18 lipca        | 2015 | Wisła       | im. Adama Małysza | K-120   | HS-134 | indywid. | 117,0 m | 88,5 m  | 157,4 pkt | 109,2 pkt | Dawid Kubacki |
| 12.     | 9 października  | 2015 | Szczyrk     | Skalite           | K-95    | HS-106 | indywid. | 93,0 m  | 99,5 m  | 231,5 pkt | 37,0 pkt  | Dawid Kubacki |
| 29.     | 12 października | 2019 | Szczyrk     | Skalite           | K-95    | HS-104 | indywid. | 84,0 m  | 78,5 m  | 161,5 pkt | 104,9 pkt | Piotr Żyła    |

## Rekordy skoczni
| Data             | Miejsce  | Skocznia                    | Punkt K | HS     | Rekord  | Uwagi                                                              |
| ---------------- | -------- | --------------------------- | ------- | ------ | ------- | ------------------------------------------------------------------ |
| 18 stycznia 2013 | Râșnov   | Trambulina Valea Cărbunării | K-90    | HS 100 | 82 m    |                                                                    |
| 18 sierpnia 2013 | Zakopane | Wielka Krokiew              | K-120   | HS 134 | 139,5 m | Rekord letni. Wyrównanie rekordu Daniela Forfanga i Adama Małysza. |